# Élections municipales de 2008 à Nice
Pour un article plus général, voir Élections municipales de 2008 dans les Alpes-Maritimes.
Pour les articles homonymes, voir Élections municipales à Nice.
Les élections municipales de 2008 à Nice ont eu lieu les 9 et 16 mars 2008.

## Mode de scrutin
Le mode de scrutin à Nice est celui des communes de plus de 1 000 habitants : la liste arrivée en tête obtient la moitié des sièges du conseil municipal. Le reste est réparti à la proportionnelle entre toutes les listes ayant obtenu au moins 5 % des voix. Un deuxième tour est organisé si aucune liste n'atteint 50 % des suffrages exprimés ; seules les listes ayant obtenu au  moins 10 % peuvent s'y présenter, elles peuvent alors fusionner avec les listes ayant obtenu au moins 5 % des voix.
Comme dans toutes les communes de plus de 300 000 habitants, hormis Paris, Lyon et Marseille, le conseil municipal de Nice est composé de 69 conseillers municipaux.

## Contexte

### Rappel des résultats de l'élection de 2001
| Tête de liste            | Tête de liste             | Liste            | Premier tour | Premier tour | Second tour | Second tour | Sièges |
| Tête de liste            | Tête de liste             | Liste            | Voix         | %            | Voix        | %           | CM     |
| ------------------------ | ------------------------- | ---------------- | ------------ | ------------ | ----------- | ----------- | ------ |
|                          | Jacques Peyrat *          | RPR-UDF-DL-MPF   | 37 256       | 37,25        | 49 440      | 44,48       | 50     |
|                          | Patrick Mottard           | PS-PCF-Verts-MDC | 28 581       | 28,57        | 45 916      | 41,31       | 14     |
|                          | Marie-France Stirbois     | FN               | 11 981       | 11,98        | 15 788      | 14,20       | 5      |
|                          | Jacqueline Mathieu-Obadia | RPR              | 8 026        | 8,02         |             |             |        |
|                          | Joseph Ciccolini          | DVG              | 4 789        | 4,79         |             |             |        |
|                          | Jean Icart                | UDF-MEI          | 4 723        | 4,72         |             |             |        |
|                          | Xavier Caïtucoli          | MNR              | 3 025        | 3,02         |             |             |        |
|                          | Alain Roullier            | LRLN             | 1 640        | 1,64         |             |             |        |
|                          |                           |                  |              |              |             |             |        |
| Inscrits                 | Inscrits                  | Inscrits         | 222 121      | 100,00       | 222 120     | 100,00      |        |
| Abstention               | Abstention                | Abstention       | 117 748      | 53,01        | 106 781     | 48,07       |        |
| Votants                  | Votants                   | Votants          | 104 373      | 46,99        | 115 339     | 51,93       |        |
| Blancs et nuls           | Blancs et nuls            | Blancs et nuls   | 4 352        | 4,17         | 4 195       | 3,64        |        |
| Exprimés                 | Exprimés                  | Exprimés         | 100 021      | 95,83        | 111 144     | 96,36       |        |
| * liste du maire sortant |                           |                  |              |              |             |             |        |

## Candidats
- Bruno Della-Sudda mène une liste de la LCR
- Patrick Allemand (PS), premier vice-président du conseil régional, conduit une liste d'union avec le PS, les Verts et le PCF
- Patrick Mottard, candidat du PS en 2001, ayant rejoint le PRG, mène une liste autonome
- Hervé Caël mène une liste du MoDem et du MEI
- Christian Estrosi, secrétaire d'État à l'Outre-mer et président du conseil général conduit une liste de l'UMP, du Nouveau Centre et du MPF
- Jacques Peyrat, sénateur et maire sortant exclu de l'UMP en janvier 2008 mène une liste dissidente
- Lydia Schénardi conduit une liste du FN
- Philippe Vardon mène une liste du mouvement extrémiste niçois Nissa Rebela et du MNR

## Sondages

### Premier tour
| Sondeur    | Date             | Panel | LCR         | PS-PCF   | PRG     | MoDem | UMP     | DVD    | FN        | NR-MNR |
| Sondeur    | Date             | Panel | Della-Sudda | Allemand | Mottard | Caël  | Estrosi | Peyrat | Schénardi | Vardon |
| ---------- | ---------------- | ----- | ----------- | -------- | ------- | ----- | ------- | ------ | --------- | ------ |
| Sondeur    | Date             | Panel |             |          |         |       |         |        |           |        |
| TNS-Sofres | 28 février 2008  | 600   | 1           | 23       | 7       | 3     | 40      | 20     | 3         | 3      |
| TNS-Sofres | 16 novembre 2007 | 600   | 1           | 18       | 9       | 4     | 51      | 14     | 3         | —      |

### Second tour
| Sondeur    | Date             | Panel | PS-PCF   | UMP     | DVD    |
| Sondeur    | Date             | Panel | Allemand | Estrosi | Peyrat |
| ---------- | ---------------- | ----- | -------- | ------- | ------ |
| Sondeur    | Date             | Panel |          |         |        |
| TNS-Sofres | 28 février 2008  | 600   | 33       | 44      | 23     |
| TNS-Sofres | 28 février 2008  | 600   | 40       | 60      | —      |
| TNS-Sofres | 16 novembre 2007 | 600   | 28       | 57      | 15     |
| TNS-Sofres | 16 novembre 2007 | 600   | 30       | 70      |        |

## Résultats
| Tête de liste            | Tête de liste     | Liste            | Premier tour | Premier tour | Second tour | Second tour | Sièges | Sièges |  |
| Tête de liste            | Tête de liste     | Liste            | Voix         | %            | Voix        | %           | CM     |        |  |
| ------------------------ | ----------------- | ---------------- | ------------ | ------------ | ----------- | ----------- | ------ | ------ |  |
|                          | Christian Estrosi | UMP-NC-MPF       | 43 576       | 35,80        | 51 792      | 41,33       | 49     |        |  |
|                          | Jacques Peyrat *  | DVD              | 28 161       | 23,14        | 31 952      | 25,50       | 9      |        |  |
|                          | Patrick Allemand  | PS-PCF-Verts-MRC | 27 141       | 22,30        | 41 561      | 33,17       | 11     |        |  |
|                          | Patrick Mottard   | PRG              | 7 887        | 6,48         |             |             |        |        |  |
|                          | Lydia Schénardi   | FN               | 5 068        | 4,16         |             |             |        |        |  |
|                          | Hervé Caël        | MoDem-MEI        | 3 781        | 3,11         |             |             |        |        |  |
|                          | Philippe Vardon   | NR-MNR           | 3 686        | 3,03         |             |             |        |        |  |
|                          | Bruno Della-Sudda | LCR              | 2 413        | 1,98         |             |             |        |        |  |
|                          |                   |                  |              |              |             |             |        |        |  |
| Inscrits                 | Inscrits          | Inscrits         | 214 509      | 100,00       | 214 470     | 100,00      |        |        |  |
| Abstention               | Abstention        | Abstention       | 89 742       | 41,84        | 85 541      | 39,88       |        |        |  |
| Votants                  | Votants           | Votants          | 124 767      | 58,16        | 128 929     | 60,12       |        |        |  |
| Blancs et nuls           | Blancs et nuls    | Blancs et nuls   | 3 054        | 2,45         | 3 624       | 2,81        |        |        |  |
| Exprimés                 | Exprimés          | Exprimés         | 121 713      | 97,55        | 125 305     | 97,19       |        |        |  |
| * liste du maire sortant |                   |                  |              |              |             |             |        |        |  |